# Jesús Vicente García Pitarch
Jesús Vicente García Pitarch, conegut com a García Pitarch o Suso, (La Pobla de Vallbona, Camp de Túria, 14 de novembre de 1963) és un exfutbolista valencià. Jugava com a davanter, i el diari El País el va definir com un "extrem esquerrà, ràpid i laboriós". Des de la temporada 2015-16 és el director esportiu del València Club de futbol.

## Trajectòria

### Com a jugador
Suso García Pitarch es va formar en les categories inferiors del València Club de Futbol, amb el qual va arribar a disputar dues temporades en primera divisió. El seu debut en la màxima categoria va ser el 8 de gener de 1984, davant del Sporting De Gijón. Ràpidament es va guanyar un lloc l'onze titular, apareixent en 37 partits de lliga en any i mig.
L'estiu de 1985 es va desvincular del club valencià per fitxar pel RCD Espanyol. Titular en la seua primera temporada, la següent es va quedar inèdit per culpa d'una hepatitis.
La temporada 1987/88 Paquito, el tècnic que li havia fet debutar com a professional en el València CF, li va donar l'oportunitat de tornar a jugar amb la UE Figueres, de Segona Divisió. Amb els gironins va disputar tres campanyes. La temporada 1990/91 va tenir un breu però fulgurant pas per l'Orihuela Deportiva, que aquella temporada debutava en la categoria de plata. Amb 22 gols, García Pitarch va liderar a un quadre que va romandre a les portes de disputar la promoció d'ascens a Primera, un èxit sense precedents per al modest conjunt del Baix Segura.
El seu rendiment li va obrir de nou les portes de la primera divisió, defensant la samarreta del Club Deportivo Logroñés de 1991 a 1993. En la recta final de la seva carrera va jugar a segona divisió amb el CP Mérida i el Vila-real Club de Futbol, i es retirà amb el Real Múrcia, en Segona B, la temporada 1996/97. En total, suma 250 partits entre Primera i Segona Divisió, amb 70 gols.

### Després de la seua retirada
Llicenciat en dret el 1987, després de la seua retirada va obrir un despatx d'advocats al seu poble natal, mentre exercia com a comentarista esportiu en Canal 9. Va ser director de l'Escola del València CF, i el 2002 va reemplaçar a Xavier Subirats com a director esportiu de l'entitat valencianista.
Durant la seua gestió, va sanejar l'economia del club amb la seva política de fitxatges, i es van aconseguir diversos èxits esportius (una Lliga i una Copa de La UEFA), encara que va tenir reiterats enfrontaments amb l'entrenador, Rafa Benítez, qui es va mostrar especialment descontent amb l'austeritat econòmica en la confecció de les plantilles. Aquestes desavinences i la seua falta de sintonia amb el conseller delegat Manuel Llorente, li van portar a presentar la dimissió en dues ocasions, estant a punt de ser destituït el desembre de 2003. Malgrat tot, es va mantenir en el càrrec fins i tot 2004, any en què, com Benítez, va acabar abandonant el club.
El maig de 2006 va ser contractat com a director esportiu de l'Atlètic de Madrid, en substitució de Toni Muñoz, càrrec que va ocupar fins 2011.
La temporada 2013/14 va formar part de l'organigrama del Reial Saragossa, prenent possessió del càrrec de director general per una sola temporada. Al final de temporada no s'aconsegueixen els objectius prioritaris econòmics i esportius, que eren la reducció del dèficit en la temporada i l'ascens. A l'eixida del club d'Agapito Iglesias, fou destituït per aquest abans de traspassar les seues accions. L'estiu de 2014 fitxà com a director esportiu del Baniyas SC d'Abu Dhabi (Emirats Àrabs Units), on va contractar com a entrenador Luis García Plaza, i fitxà jugadors com Joan Verdú i Ángel Dealbert.
El 13 de gener de 2016 fou nomenat nou director esportiu del València Club de Futbol, tornant dotze anys després al club en el qual es va formar com a futbolista. L'entitat necessitava una figura que encapçalara l'estructura esportiva del màxim accionista, Peter Lim.

## Selecció internacional
Va ser internacional en cinc ocasions amb la Selecció sub-21 d'Espanya. També en va disputar amb l'amateur la fase de classificació per als Jocs Olímpics de Los Angeles 1984.

## Clubs
| Club                | País          | Any       |
| ------------------- | ------------- | --------- |
| Atlètic Vallbonense | País Valencià |           |
| CD Mestalla         | País Valencià | 1982-1983 |
| CF Gandia           | País Valencià | 1983-1984 |
| València CF         | País Valencià | 1983-1985 |
| RCD Espanyol        | Catalunya     | 1985-1987 |
| UE Figueres         | Catalunya     | 1987-1990 |
| Orihuela Deportiva  | País Valencià | 1990-1991 |
| CD Logroñés         | Espanya       | 1992-1993 |
| CP Mérida           | Espanya       | 1993-1994 |
| Vila-real CF        | País Valencià | 1994-1996 |
| Reial Múrcia CF     | Espanya       | 1996-1997 |